# Zemplénújfalu
Zemplénújfalu vagy Zemplénújhely (szlovákul: Zemplínská Nová Ves) község Szlovákiában, a Kassai kerület Tőketerebesi járásában.

## Fekvése
Tőketerebestől 12 km-re délnyugatra, a Helmec-patak bal partján fekszik.

## Története
A mai község Uporból és Zemplénkelecsényből áll.
Uport 1290-től említik az írott források, a helyi nemes Upori család ősi fészke. Zemplénkelecsényt 1263-ban említik először nemesi birtok volt.
Zemplénújfalut 1964-ben hozták létre Isztáncs, Upor és Zemplénkelecsény egyesítésével, Isztáncs azonban 1990-ben ismét önálló községgé alakult, így Zemplénújfalu ma két össze nem függő részből áll, melyeket Isztáncs külterülete választ el egymástól. Az északi részen fekszik Upor, a déli pedig Zemplénkelecsény.

## Népessége
| Év:            | 1994. | 2004.   | 2014.   | 2024.   |
| -------------- | ----- | ------- | ------- | ------- |
| Emberek száma: | 883   | 954     | 900     | 926     |
| Eltérés:       |       | +8,04 % | -5,66 % | +2,88 % |

| Év:            | 2023. | 2024.   |
| -------------- | ----- | ------- |
| Emberek száma: | 922   | 926     |
| Eltérés:       |       | +0,43 % |

1910-ben Zemplénkelecsény 267 lakosából többségében szlovák anyanyelvűek voltak, jelentős magyar kisebbséggel, Upor 563 lakosából többségében szlovák anyanyelvűek voltak, jelentős magyar kisebbséggel.
2001-ben 938 lakosából 921 szlovák volt.
2011-ben 911 lakosából 837 szlovák volt.
2021-ben 920 lakosából 829 szlovák, 4 cseh, 3 magyar (0,33%), 84 ismeretlen nemzetiségű volt.

## Lásd még
- Upor
- Zemplénkelecsény